# Tout le monde a son mot à dire
 (juin 2017).
Si vous disposez d'ouvrages ou d'articles de référence ou si vous connaissez des sites web de qualité traitant du thème abordé ici, merci de compléter l'article en donnant les références utiles à sa vérifiabilité et en les liant à la section « Notes et références ».
Tout le monde a son mot à dire est un jeu télévisé français diffusé sur France 2 depuis le 6 mars 2017, produit par Banijay et présenté par Olivier Minne et Sidonie Bonnec. Et à partir du 25 août Bruno Guillon. Il est diffusé du lundi au samedi à 18h05. L'émission se fonde sur le format d'une émission britannique appelée Alphabetical, elle-même nouvelle version d'une émission appelée The Alphabet Game.

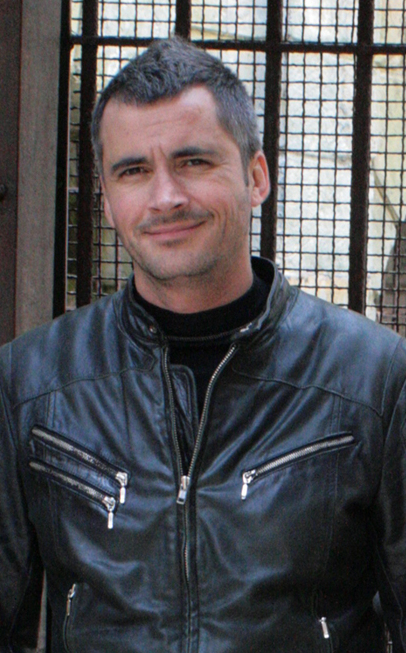
Olivier Minne, co-présentateur avec Sidonie Bonnec.

## Historique et diffusion
À compter du 6 mars 2017, le jeu Tout le monde a son mot à dire remplace le magazine AcTualiTy arrêté  faute d'audiences suffisantes,,,,,. Ce jeu est diffusé de 18 h 5 à 18 h 40 et dure entre 35 et 40 minutes lors des deux premières saisons. Du 25 mars au 19 août 2017, l'émission est également diffusée le samedi à la même heure.
En avril 2018, France 2 annonce l'arrêt définitif de Tout le monde a son mot à dire à la fin de la saison en cours. Cependant, près d'un mois plus tard, il est annoncé que le jeu est finalement reconduit mais avec des réaménagements : la chaîne prévoit d'avancer son horaire de 40 minutes à compter de septembre 2018 pour laisser ce créneau à la nouvelle série Un si grand soleil et dans une version raccourcie à 26 minutes. Finalement, le 7 août 2018, la chaîne annonce que la série Un si grand soleil sera diffusée à 20 h 40 à partir du 27 août. Tout le monde a son mot à dire conserve donc sa place à 18 h avec une version raccourcie de seulement 4 minutes pour une durée d'environ 35 minutes (la deuxième saison s'arrête le 6 juillet 2018, puis la troisième démarre le 19 août après des rediffusions du 12 au 16 août).
De la rentrée 2019 à janvier 2021, à la suite de l'arrêt de Motus, une émission est également rediffusée le samedi à 10 h 50.
Du 20 avril 2020 au 8 mai 2020, l'émission passe en rediffusion, à la suite de la pandémie de Covid-19 empêchant la poursuite des tournages. Du 11 mai au 15 mai 2020, France 2 diffuse la dernière semaine en stock de l'émission avec la présence d'un public. La production ayant trouvé une solution pour respecter tous les gestes barrières nécessaire à la crise sanitaire, les tournages ont pu reprendre lors de cette semaine de diffusion. La diffusion de cette version a pu démarrer dès le lundi 18 mai 2020.
 (septembre 2023).
Du 16 mars au 28 août 2020 puis à partir du 9 août 2021, France 2 rediffuse chaque matin à 10 h 50 le numéro diffusé à 18 h la veille.
Du 31 août 2020 au 22 juillet 2021, France 2 rediffuse chaque matin à 10 h 0 le numéro diffusé à 18 h en raison de la diffusion en alternance des jeux Mot de passe et Un mot peut en cacher un autre  présentés par Laurence Boccolini.
À partir du 30 août 2021, à la suite de l'arrêt du jeu Joker du même animateur, Tout le monde a son mot à dire est désormais diffusé du lundi au samedi à 18 heures.
De début juillet à fin août, France 2 propose uniquement des rediffusions de l'émission[réf. nécessaire].

## Principe et règles
Tout le monde a son mot à dire est la nouvelle version d'En toutes lettres.
Aidés de deux personnalités chacun, deux candidats doivent manipuler avec exactitude l'orthographe, le vocabulaire et les expressions de la langue française, ainsi que faire appel à leur culture générale. Ils s'affrontent dans une série de jeux portant sur l'orthographe, la grammaire, des anagrammes, des associations de propositions, des citations, etc. L'émission se déroule en quatre manches dans lesquelles les candidats doivent gagner des points pour la finale. Le candidat qui gagne la finale cumule ses gains, revient le lendemain et remet chaque jour son titre en jeu jusqu'à être détrôné par un autre candidat,,,,,.

### Manche 1
- Alphabet à thème avec définitions : il s'agit de citer dans l'ordre de l'alphabet des mots qui correspondent à un thème avec l'aide d'une définition. L'équipe qui aura trouvé le plus de mots en 1 min 30 s gagne la manche.

### Manche 2
- Les mots commençant par… : les candidats ont 1 min pour retrouver des mots commençant par la même syllabe à partir des définitions données.
- Les mots finissant par… : il faut cette fois-ci retrouver des mots finissant par la même syllabe.
- Les 3 lettres identiques : une même lettre se trouve 3 fois dans le mot à trouver.
- Les mots contenant une syllabe : la syllabe en commun peut ici se trouver n'importe où dans les mots à trouver.
- « La chenille » : sur le principe de la chanson en laisse Trois petits chats, chaque candidat a une syllabe de départ et doit ensuite trouver un mot à partir de la définition donnée. Le joueur suivant doit ensuite trouver un mot qui commence par la (les) dernière(s) syllabe(s) du mot précédent.
- Le mot de la suite : l'animateur donne une définition et la réponse se trouve dans la définition suivante, et ainsi de suite.
- Le Dessinez, c'est gagné : le candidat ou une des deux célébrités de chaque équipe doit faire deviner à son équipe des mots que Sidonie Bonnec lui montre en les dessinant pour 1 min 30 s. À la rentrée 2019, le nombre de propositions maximal est abaissé à 10 et chaque dessinateur a le droit de passer chaque mot une fois pour ensuite y revenir.
- « L'initiale » : Sidonie donne une initiale aux deux candidats et des thèmes à chacun et chaque trio doit trouver un mot collant au thème et commençant par l'initiale donnée, sur le principe du "Petit Bac"
- « Le mime » : Un membre de chaque trio doit faire deviner des mots aux 2 autres membres de son équipe en les mimant.

### Manche 3
Les candidats doivent répondre avec le buzzer. Quand une équipe buzze, elle a 5 s pour répondre. En cas d'erreur ou de non-réponse, le point va à l'équipe adverse.
- Les expressions à compléter : Les initiales et la définition d'une expression française sont donnés, le but est de retrouver cette expression.
- Les mots composés : Les initiales du mot sont données en plus d'une définition. Il faut le retrouver.
- Les mots à démêler : Un mot aux syllabes mélangées est donné, le candidat le plus rapide doit le démêler et retrouver le bon mot.
- Le « mot mystère » : Une série de 9 mots est donnée et il faut trouver le mot auxquels ils font référence.
- Les titres détournés : Un titre de chanson, émission, film, comédie musicale ou roman est détourné, il faut le retrouver.
- Le « mot invisible » : Les candidats doivent trouver des mots dont les lettres apparaissent et s'effacent aussitôt.
- Le « bon mot » : Olivier Minne énonce 5 citations, répliques de films ou paroles de chansons qui ont un mot en commun qu'Olivier ne prononce pas et que les candidats doivent retrouver.

### Manche 4
La 4e manche dure 1 min pour chaque équipe.
- « L'escalier » : Les équipes doivent former une pyramide de mots à partir des définitions données. Chaque nouveau mot est l'anagramme du précédent auquel une lettre est ôtée ou ajoutée.

Dans les jeux qui suivent, une série de 9 mots, expressions ou titres est donnée en 1 min à chaque équipe. En cas d'erreur, la main passe au joueur suivant qui doit repartir depuis le début de la série. Seul compte le score du dernier joueur à parler.
- Le masculin/féminin : Il s'agit ici de dire si les 9 mots proposés sont masculins ou féminins.
- Acteurs de films et titres : Chaque joueur doit trouver dans la liste le nom de l'acteur jouant dans le film dont le titre est donné.
- Les expressions réelles et inventées : Il s'agit de dire si les expressions données sont réelles ou ont été inventées.
- Le « dico/pas dico » : Chaque joueur doit dire si les 9 mots donnés sont inscrits ou non dans le dictionnaire (mots existants ou imaginaires).
  - Ce jeu connaît plusieurs variantes par exemple dire si les mots donnés sont entrés ou nom dans les dictionnaires 2018 ; « Zozio/pas zozio » : dire si les mots donnés correspondent ou non à des noms d'oiseaux ; « Bécot/pas bécot » : dire si les duos d'acteurs-actrices ou personnages proposés s'embrassent dans des films de cinéma ; « Rétro/pas rétro » : dire si les titres de chansons proposés datent d'avant (« rétros ») ou d'après (« pas rétro ») 2000 ; « Dodo/pas dodo » :(première version) dire s'il fait jour ou nuit dans les pays proposés (quand il est 18 h 15 en France) (deuxième version) dire si les animaux cités hibernent ou pas ; « Gâteau/pas gâteau » : dire si parmi les propositions données, il s'agit du nom d'un gâteau ou non ; « Chapeau/pas chapeau » : dire si parmi les propositions données, il s'agit d'un nom de chapeau ou non ; « Piano/pas piano » : dire si dans les chansons proposées on entend un piano ou non, etc.
- L'orthographe : Chaque joueur doit dire au fur et à mesure que les mots sont donnés si leur orthographe est correcte ou incorrecte.
- Les jeux des personnages : Chaque joueur doit choisir dans la liste le nom du personnage qui est le héros d'un roman dont le titre est donné.
- « La boîte aux lettres » : Le candidat a, à sa disposition, 14 lettres dans le désordre et le candidat doit trouver les mots correspondant aux définitions données par Sidonie, qui contiennent une partie ou la totalité de ces 14 lettres.
- Le jeu du duo : Sidonie Bonnec donne 2 réponses possibles à une question, le jeu étant de retrouver la bonne réponse.
- Le jeu de la grille : Le candidat a 10 propositions numérotées à sa disposition. Chaque proposition est associée à une autre en fonction d'un thème précis. Après une visualisation de quelques secondes, Sidonie Bonnec donne un thème et le candidat doit retrouver les deux numéros derrière lesquels se cachent les deux mots en rapport avec le thème.

### Finale

#### Règle
Les candidats jouent ici seuls. Le candidat ayant gagné le plus de points lors des manches précédentes commence (les manches gagnées précédemment sont des points d'avance dans cette finale) ; s'il y a égalité entre les 2 candidats, c'est le champion qui commence. Le compte des points est progressif : la première manche rapporte 1 point, la deuxième 2 points, la troisième 3 points et la quatrième 4 points. En cas d'égalité, les deux équipes remportent les points de la manche.
Une lettre et une définition sont données et il faut retrouver le bon mot (nom commun, verbe, adjectif, adverbe ; nom propre) : en cas de bonne réponse, le candidat garde la main, marque 1 point et passe à la lettre suivante ; en cas de mauvaise réponse, il laisse la main à son adversaire.
À la fin des 3 minutes allouées, le candidat ayant le plus de points remporte la partie ; son score est multiplié par 100 afin d'obtenir le montant de ses gains (par exemple, si le candidat fait un score de 25, ses gains seront de  2 500 €). Le gagnant revient à l'émission suivante pour gagner plus d'argent, et ainsi de suite jusqu'à ce qu'il soit battu.
En cas d'égalité en finale, les candidats sont départagés par la "Mort subite" : le candidat qui a la main doit répondre à une définition en 5 s. S'il donne la bonne réponse, il marque 1 point de + et c'est à son adversaire de répondre à une autre définition et ainsi de suite. Le premier qui donne une mauvaise réponse perd la partie.

#### Records
Cette section ne s'appuie pas, ou pas assez, sur des sources secondaires ou tertiaires indépendantes du sujet. Le texte peut contenir des analyses inexactes ou inédites de sources primaires.
Pour l'améliorer, ajoutez-en, ou placez des modèles {{Source secondaire souhaitée}} ou {{Source secondaire nécessaire}} sur les passages mal sourcés. (octobre 2023)
Le record de la plus grande longévité du jeu est détenu par Grégory, avec 83 victoires et 214 600 €, devant Sébastien (2e, 40 victoires, 99 200 €), Cédric (3e, 30 victoires, 71 600 €), Lionel (4e, 28 victoires, 64 900 €)  et Luc (5e, 20 victoires, 42 500 €).
Le record de points total est de 41, obtenu par Grégory le 26 avril 2017[source secondaire nécessaire].
Le 13 septembre 2023, Luc égale le record de bonnes réponses à la suite (23) établi par Grégory lors de son record du 26 avril 2017. Ce record est battu le 1er mars 2025 par Denis avec 26 bonnes réponses à la suite[source secondaire nécessaire] (ayant tenu toute la finale sans jamais donner la main à son adversaire, mais en se trompant sur la toute dernière question posée).

## Invités célèbres
Comme le dit la règle du jeu, chaque candidat est associé à 2 célébrités. Les célébrités suivantes ont été invitées (au moins une fois) dans cette émission. Les noms en gras sont ceux des personnalités encore invitées dans l'émission :

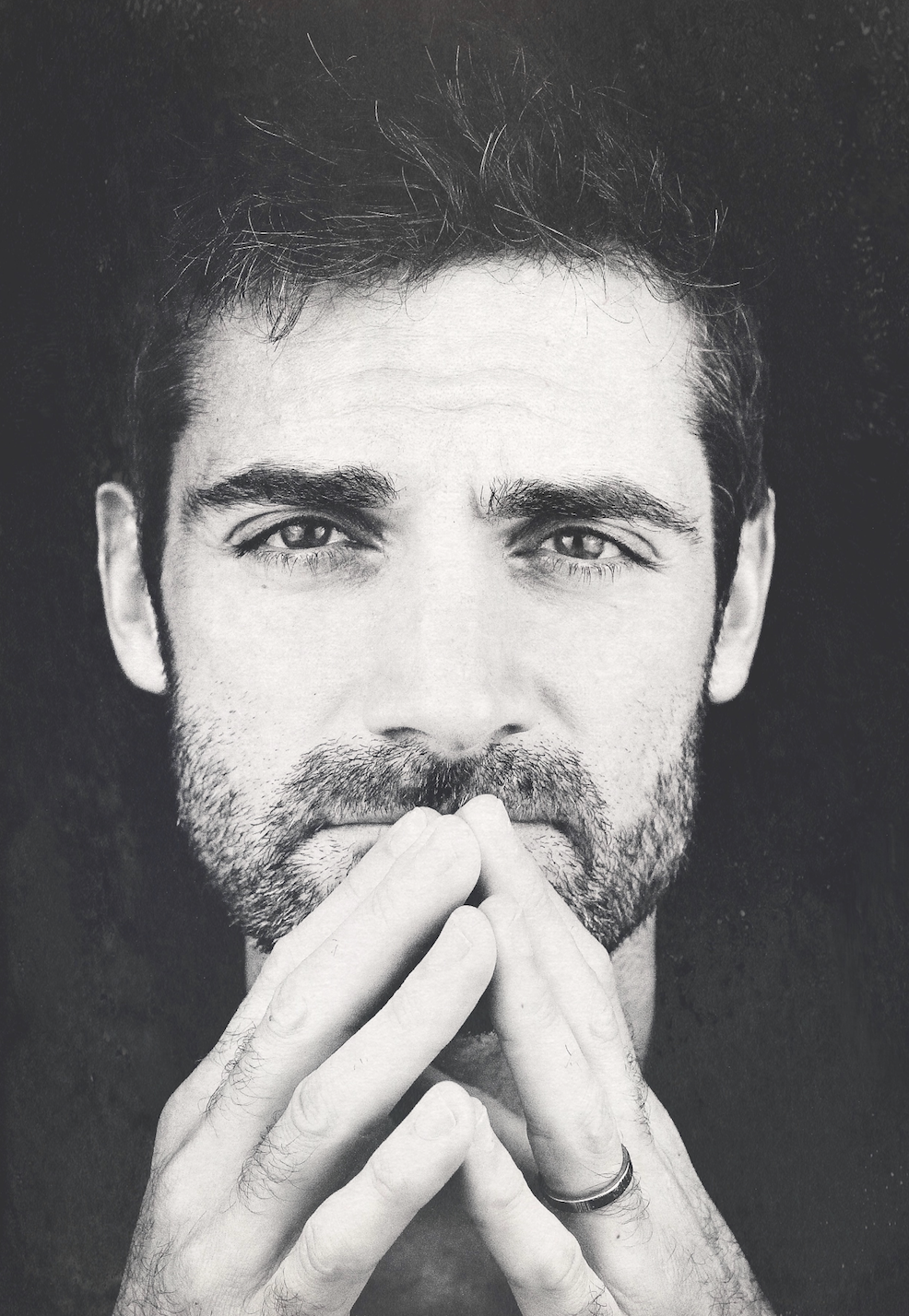
Gil Alma
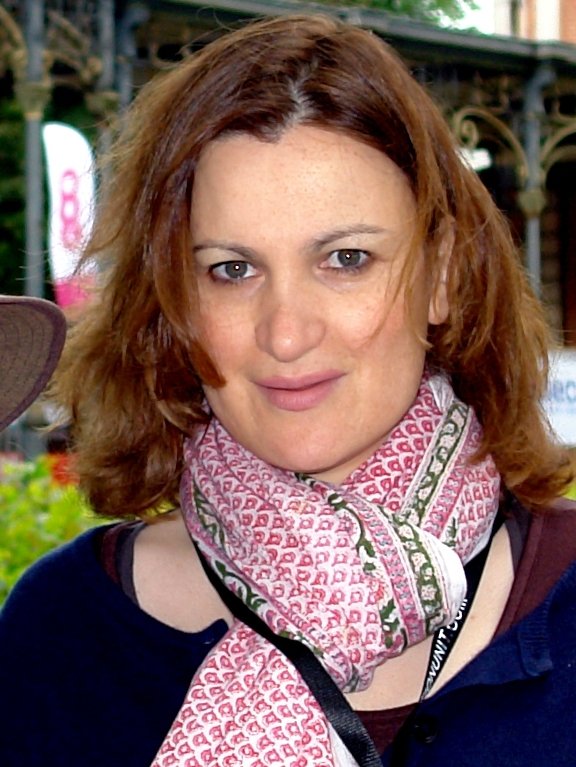
Armelle
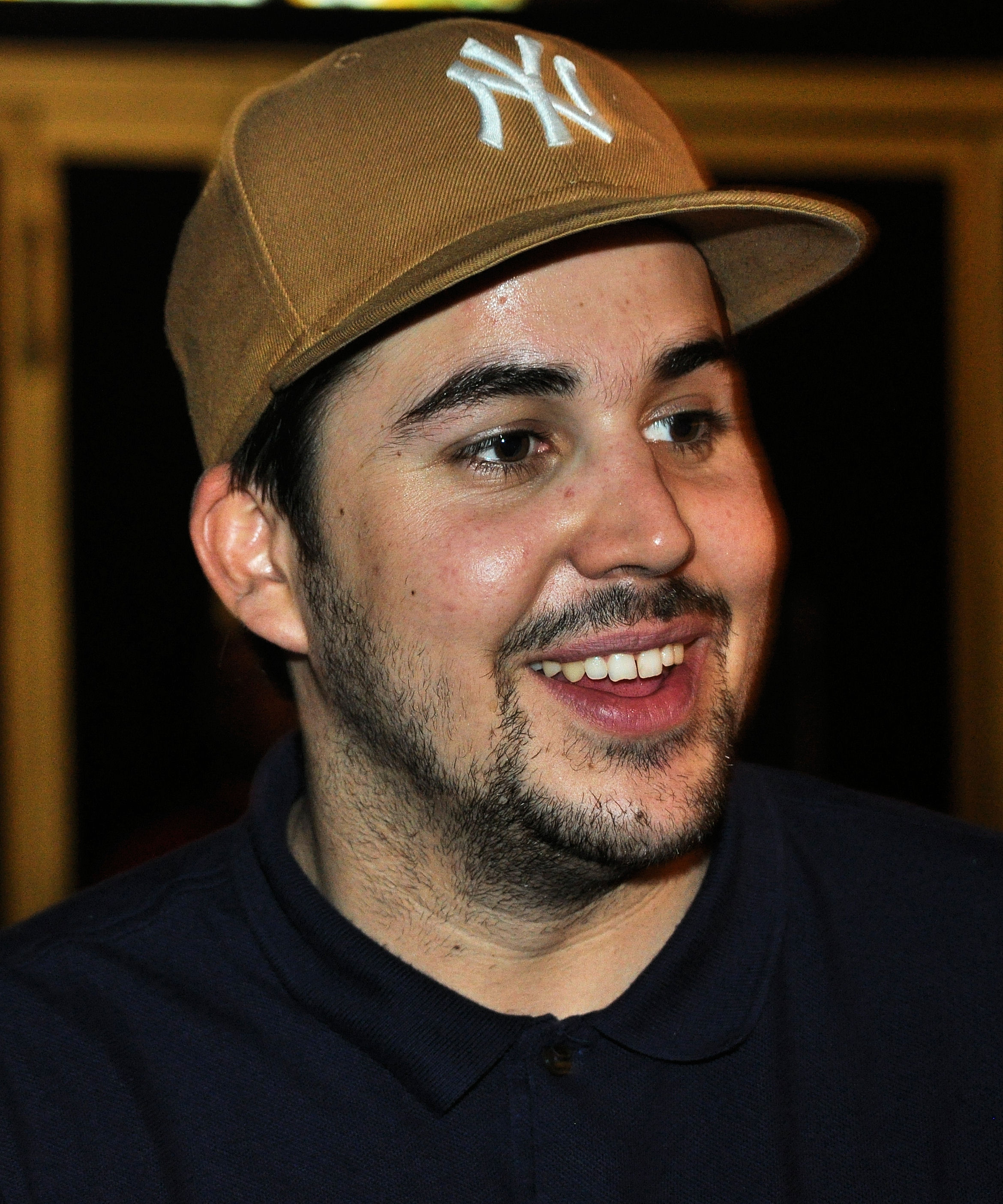
Artus
- Thierry Beccaro
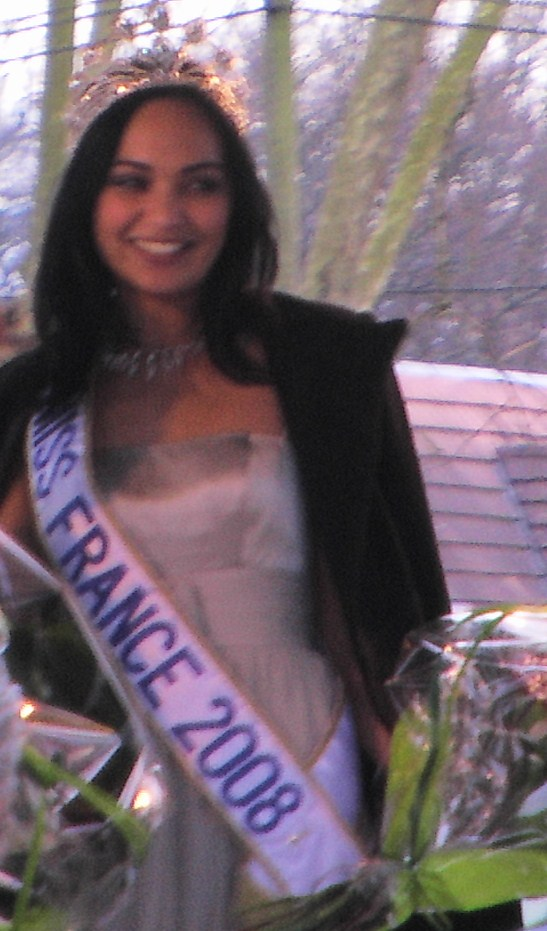
Valérie Bègue
- Faustine Bollaert
- David Brécourt
- Ariane Brodier
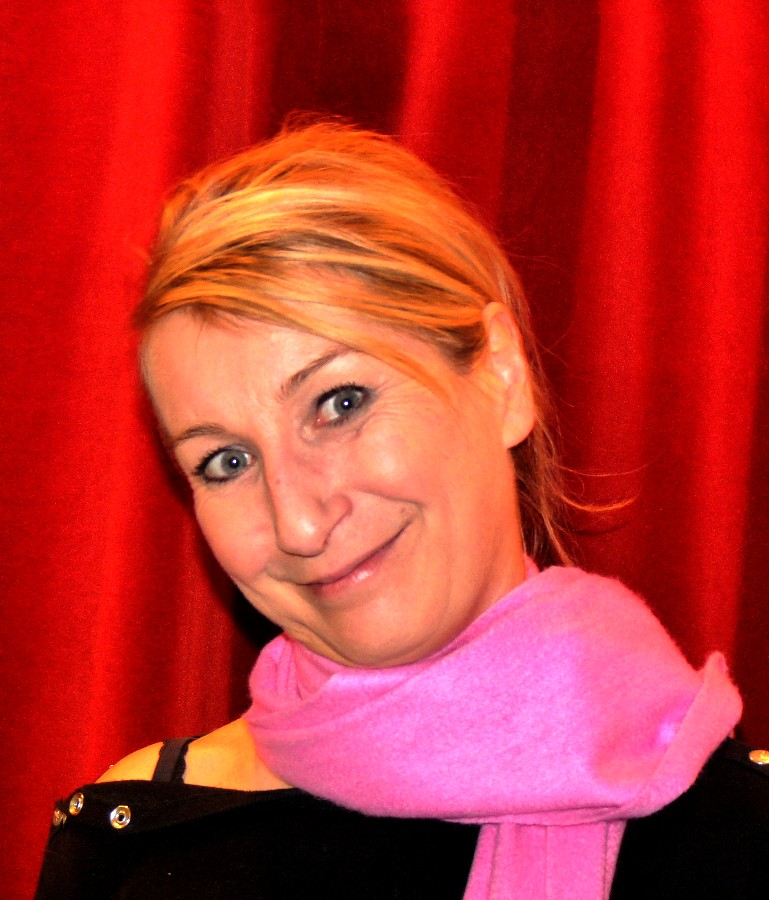
Élisabeth Buffet
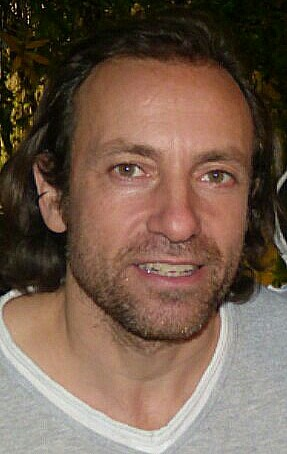
Philippe Candeloro
- Cartman
- Cartouche
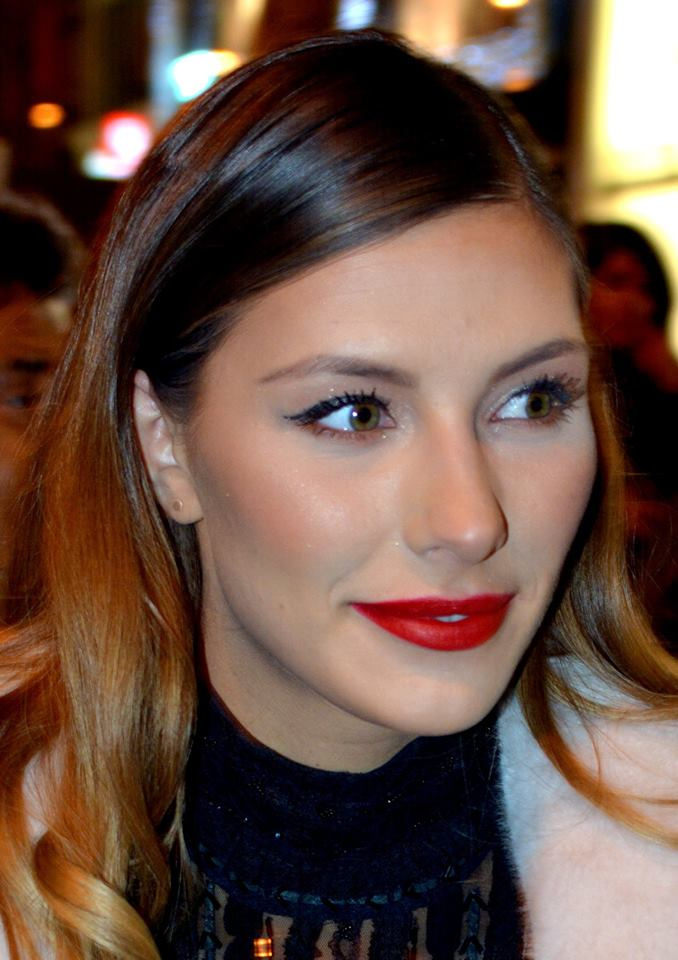
Camille Cerf
- Patrick Chanfray
- Constance
- Julie Conti
- Nathalie Corré
- Gérémy Crédeville
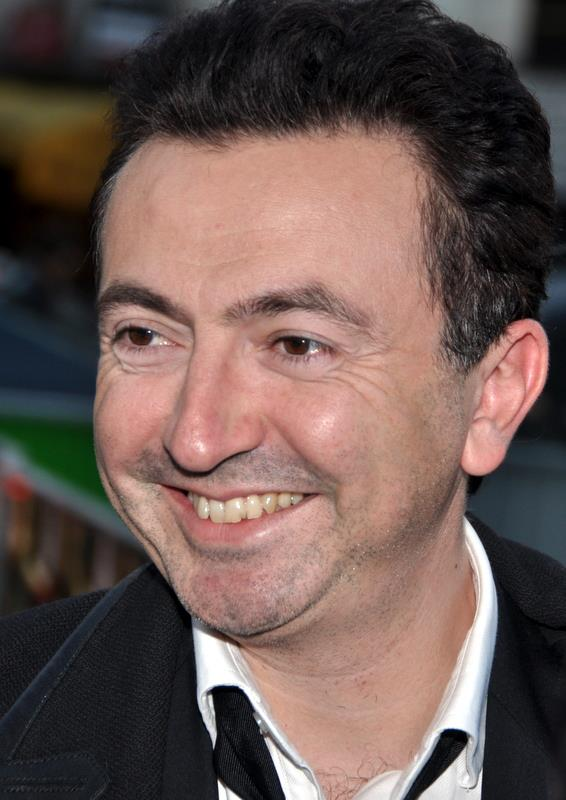
Gérald Dahan
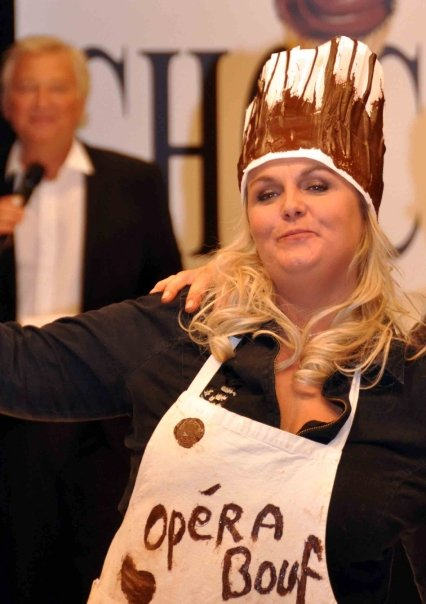
Valérie Damidot
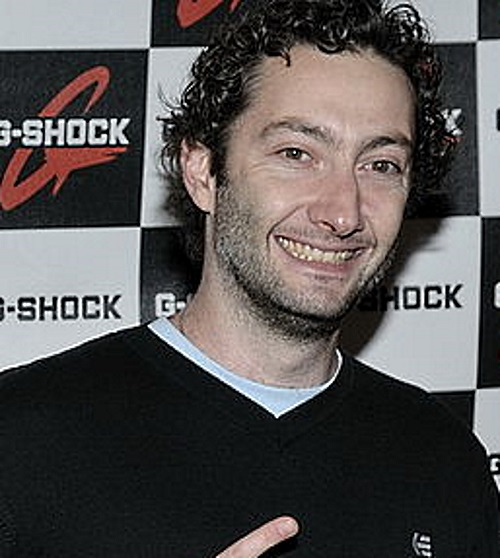
Vincent Desagnat
- D'Jal
- Laura Domenge
- Caroline Estremo
- Vanessa Fery
- Mélodie Fontaine
- Gaëlle Gauthier
- Florian Gazan
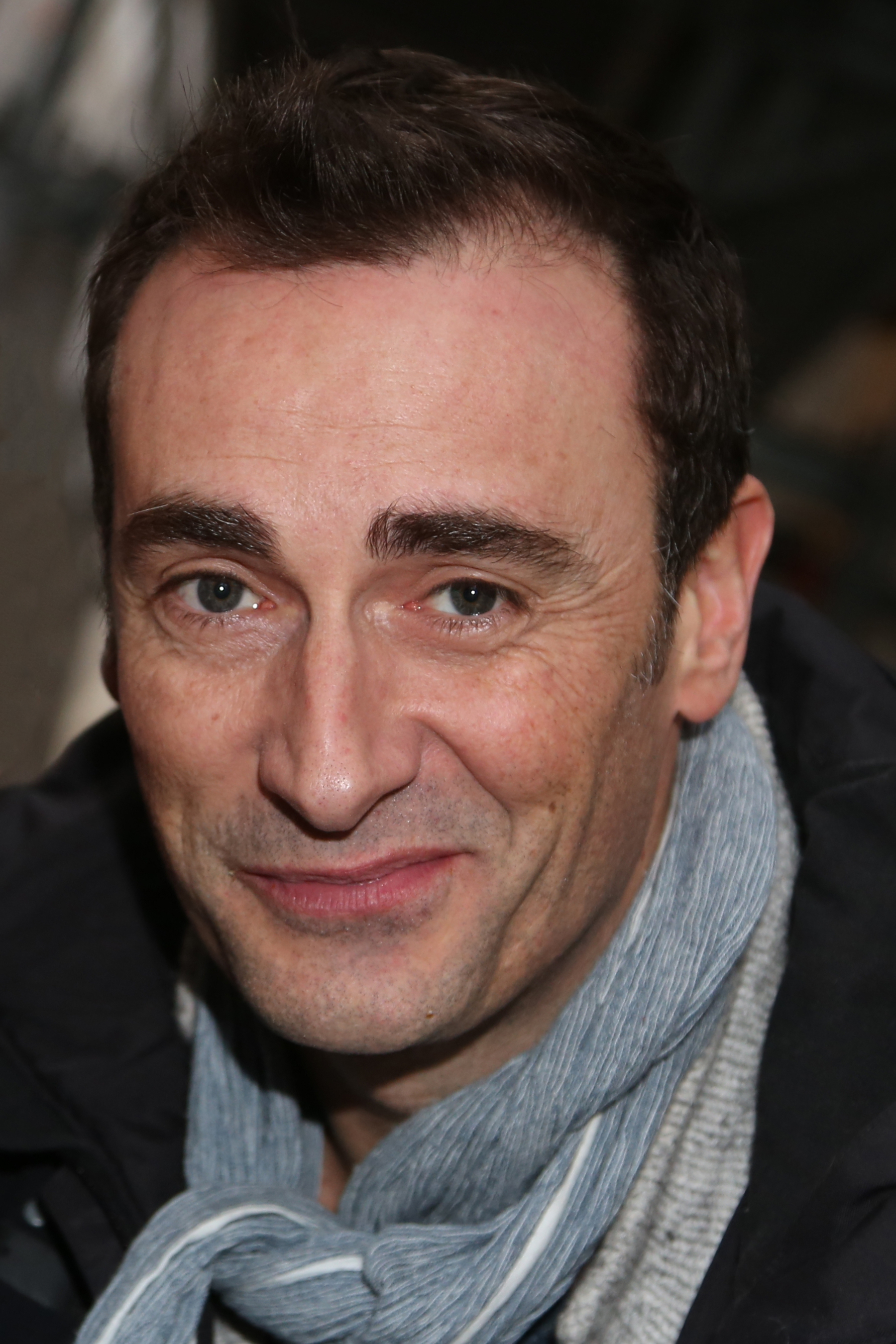
Arnaud Gidoin
- Anne-Sophie Girard
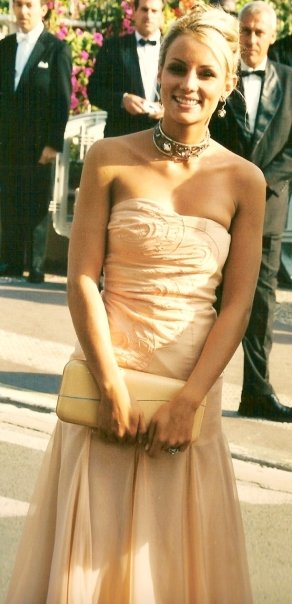
Élodie Gossuin
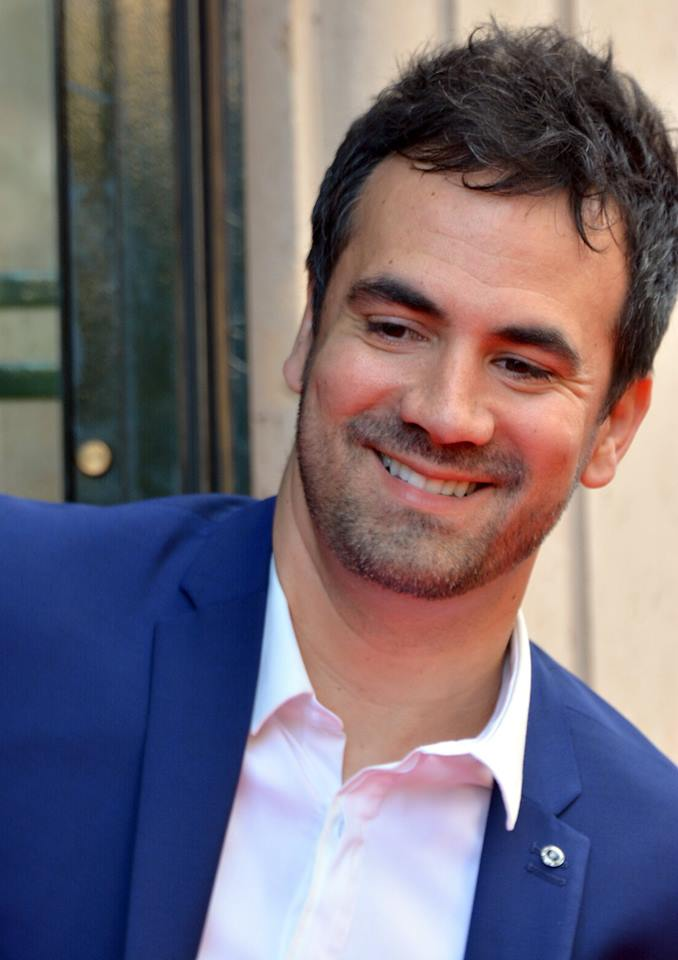
Alex Goude
- Bruno Guillon
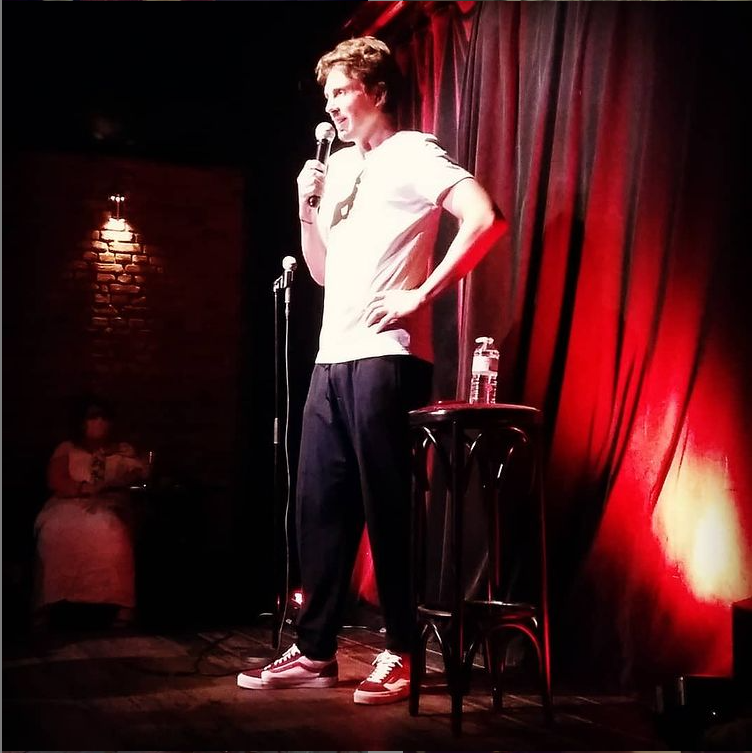
Guillermo Guiz
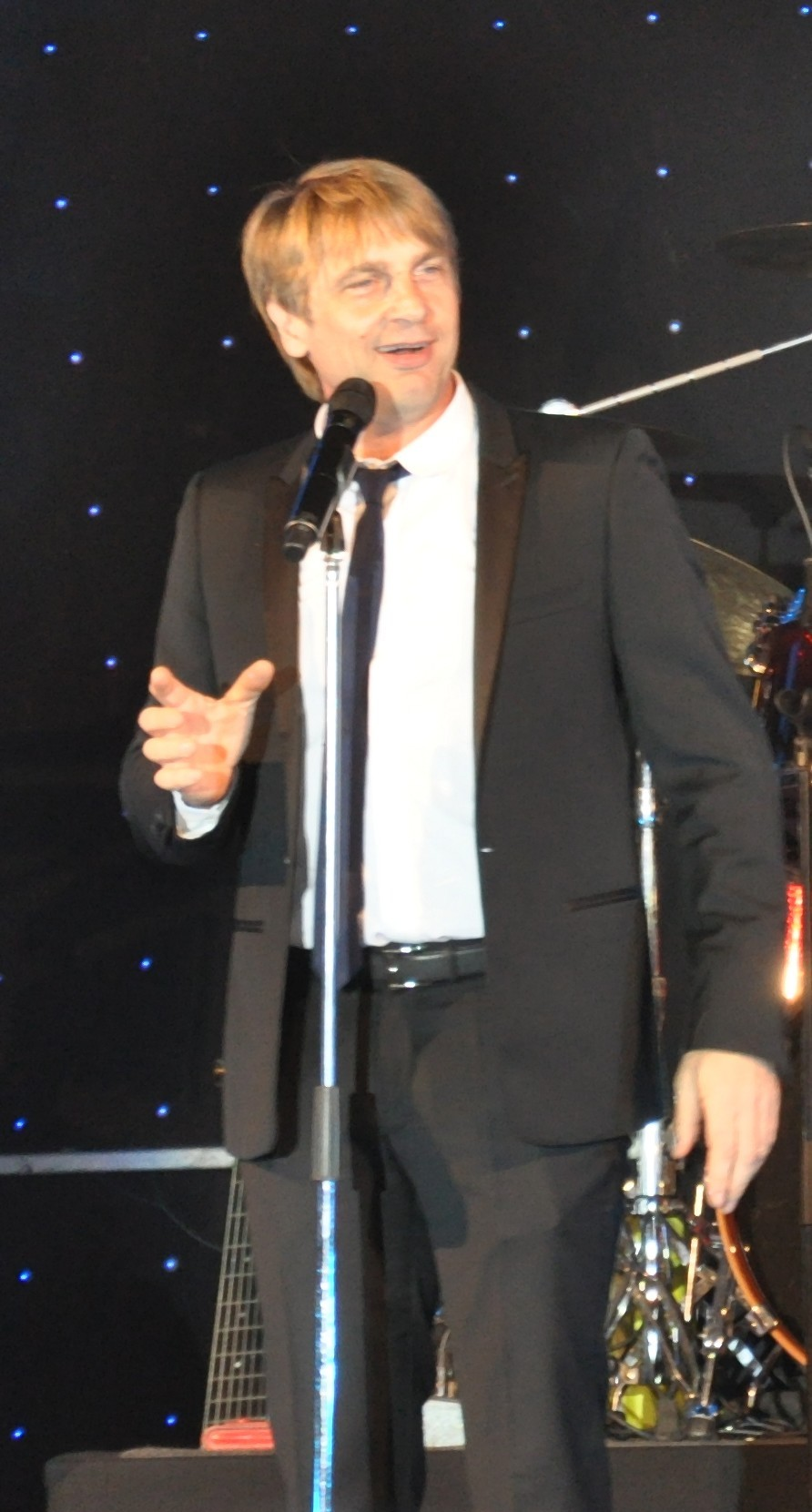
Didier Gustin
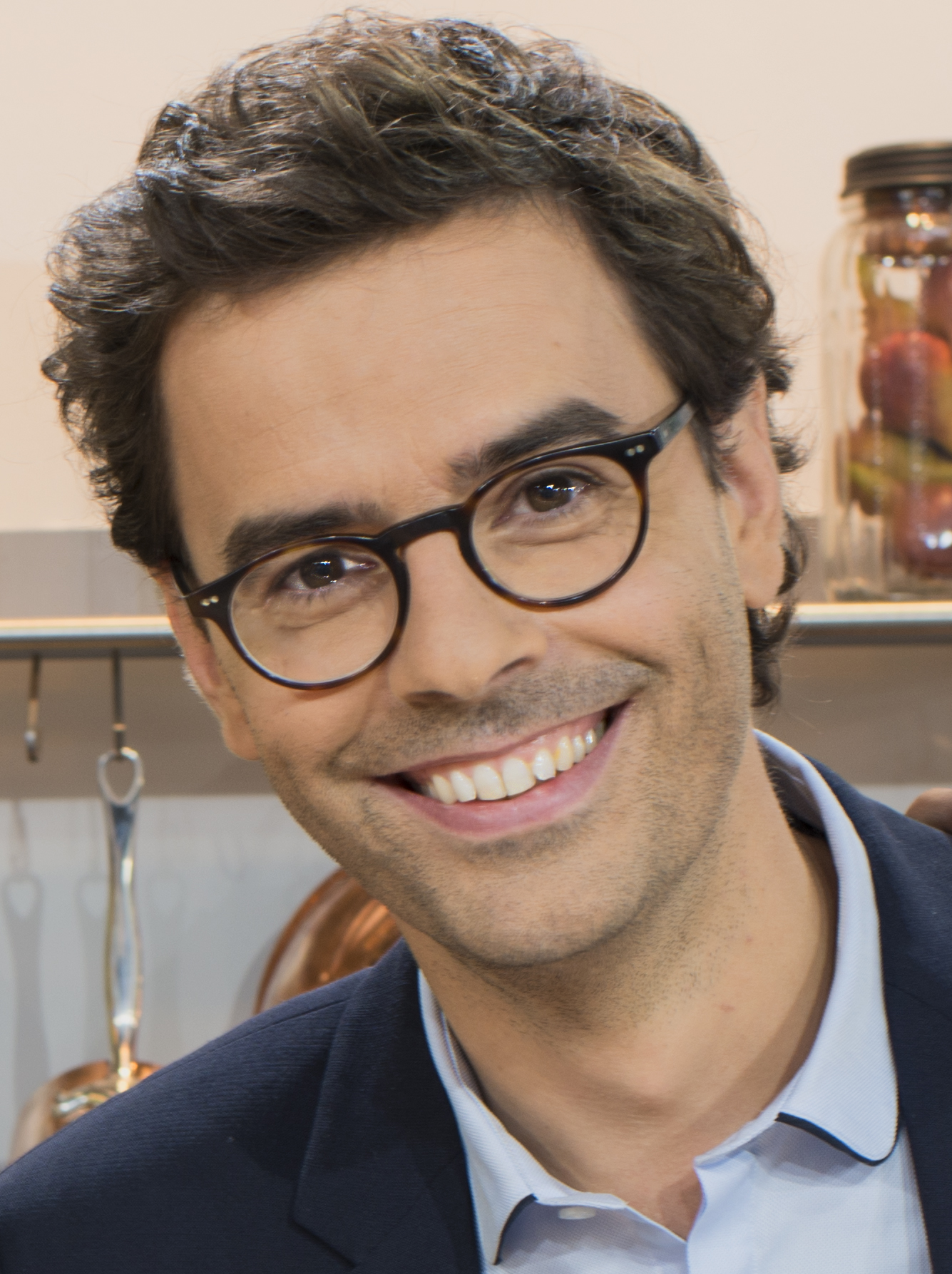
Thomas Isle
- Donel Jack'sman
- Leïla Kaddour
- Éric Laugérias
- Camille Lavabre
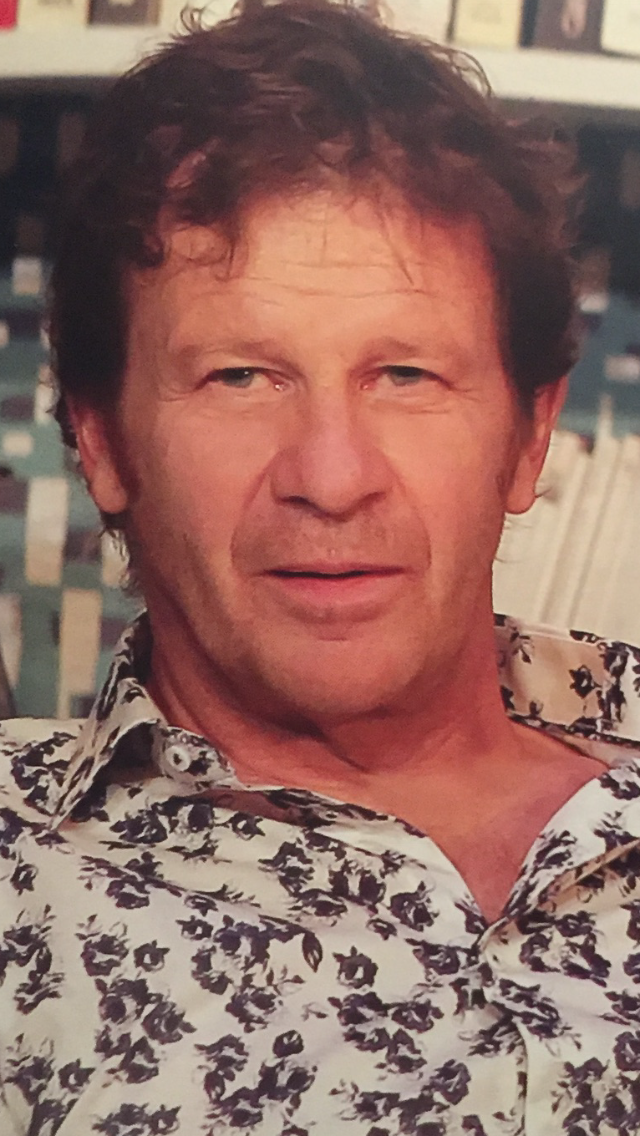
Philippe Lelièvre
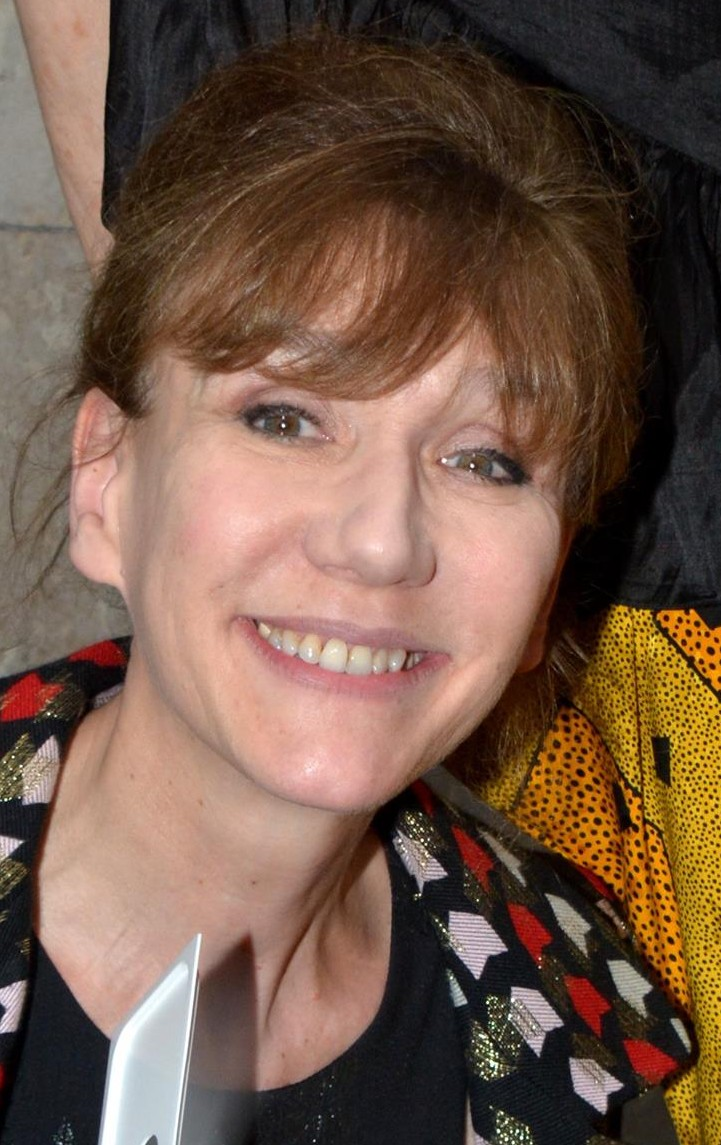
Virginie Lemoine
- Manu Lévy
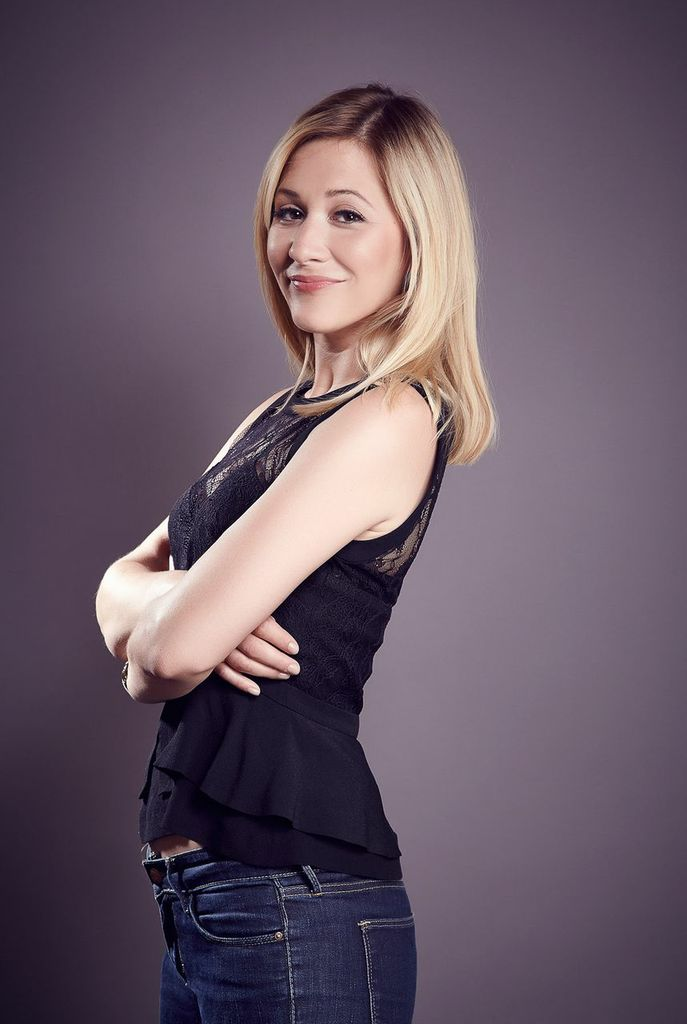
Stéphanie Loire
- Romuald Maufras
- Valérie Maurice
- Delphine McCarty
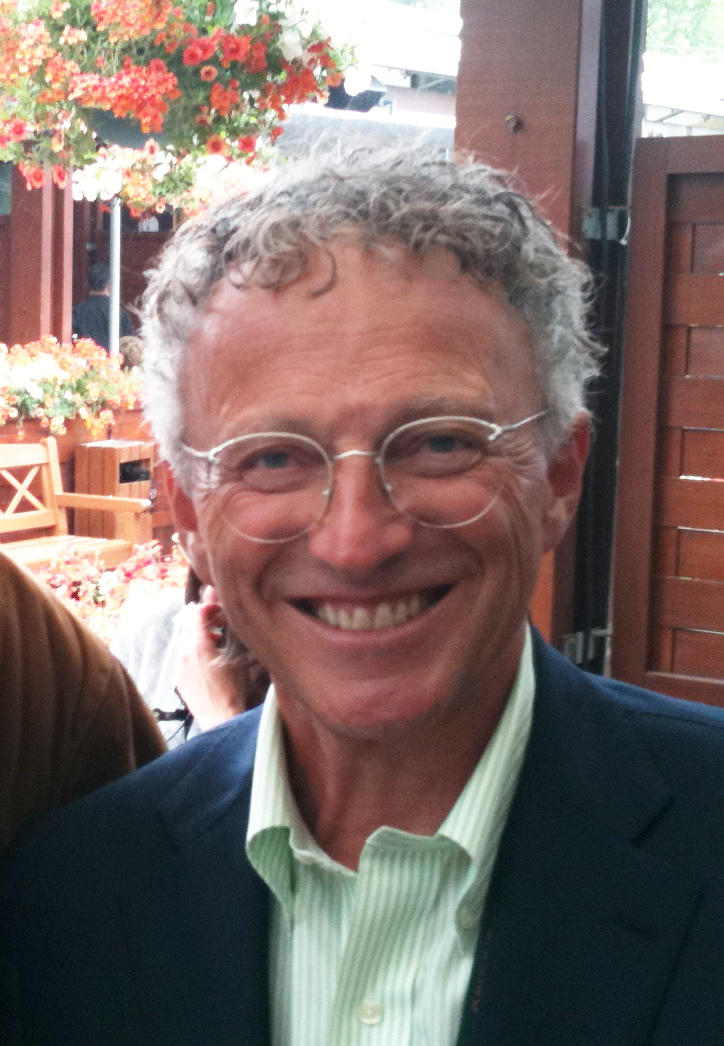
Nelson Monfort
- Mélanie Page
- Laurent Petitguillaume
- Antoine Pineau
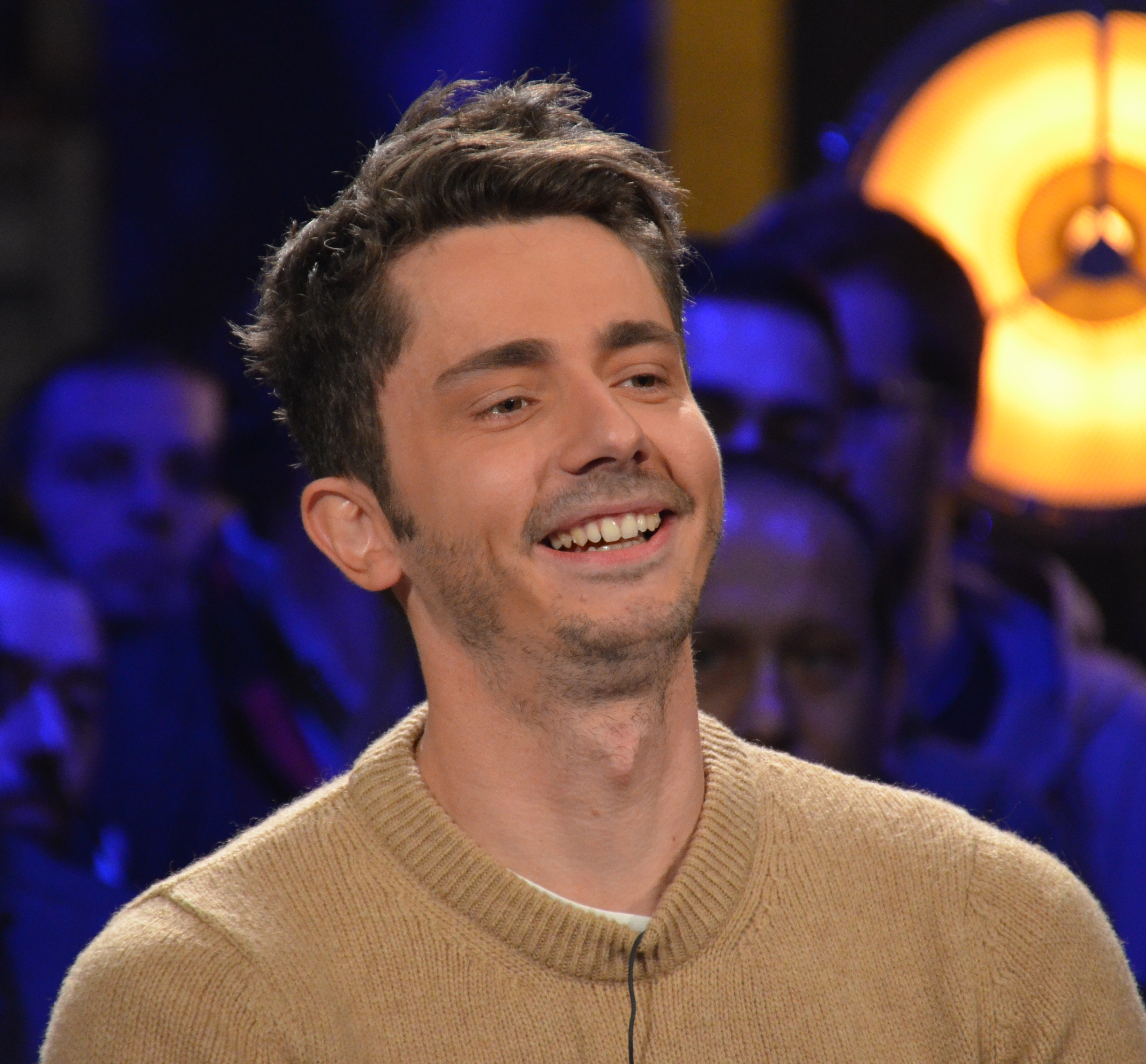
Guillaume Pley
- Sören Prévost
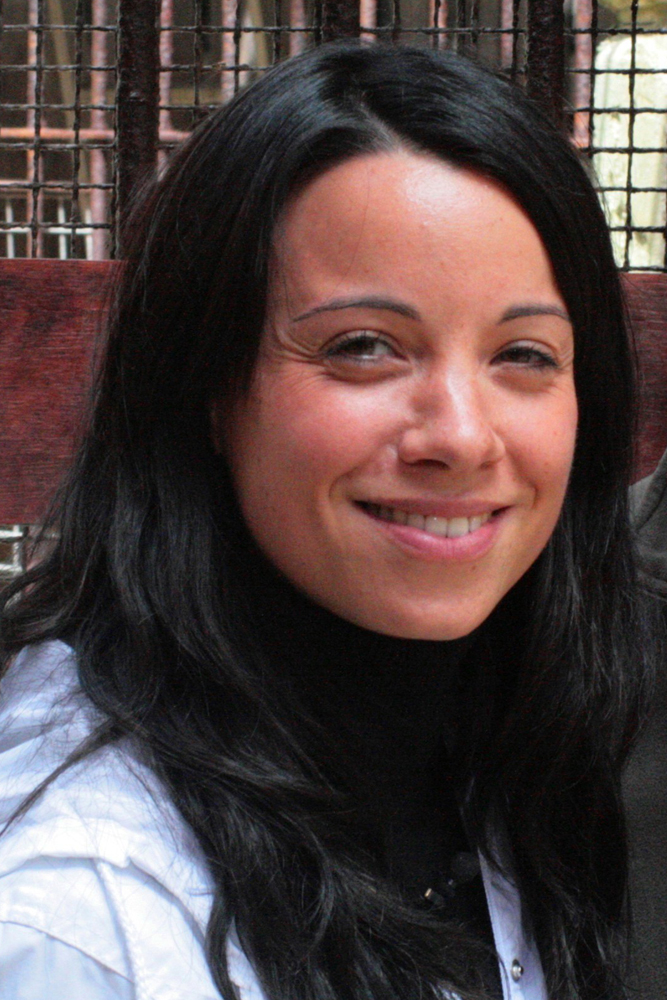
Anne-Gaëlle Riccio
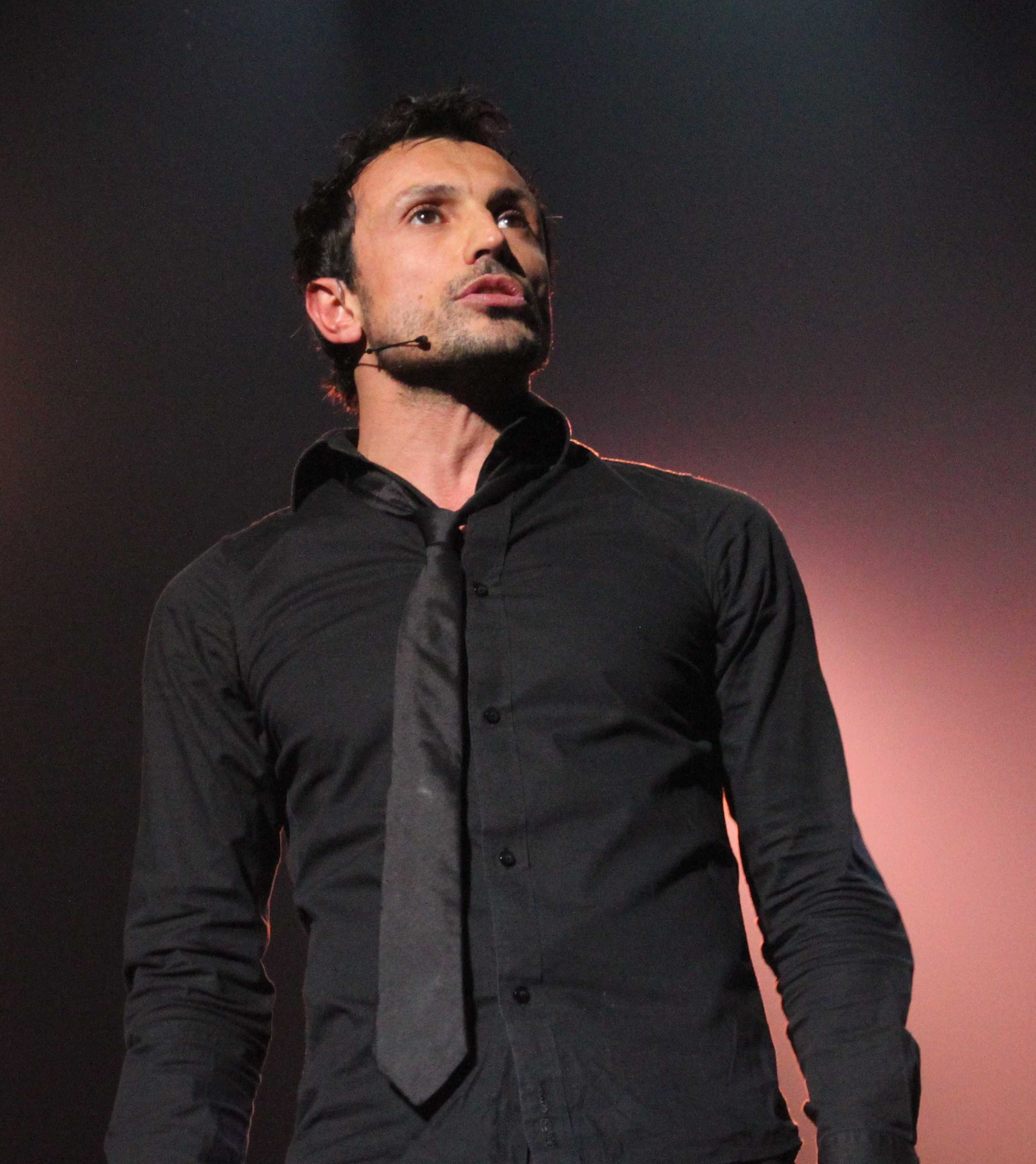
Willy Rovelli
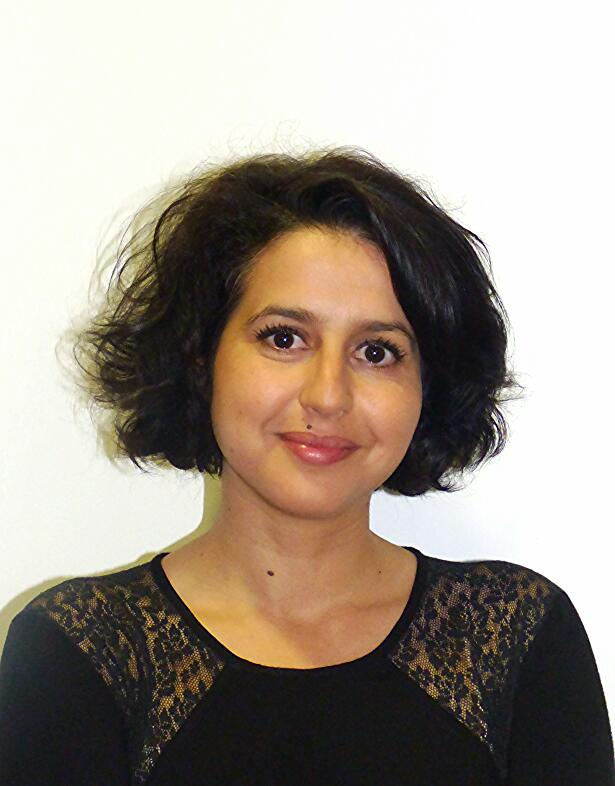
Nadia Roz
- Tony Saint Laurent
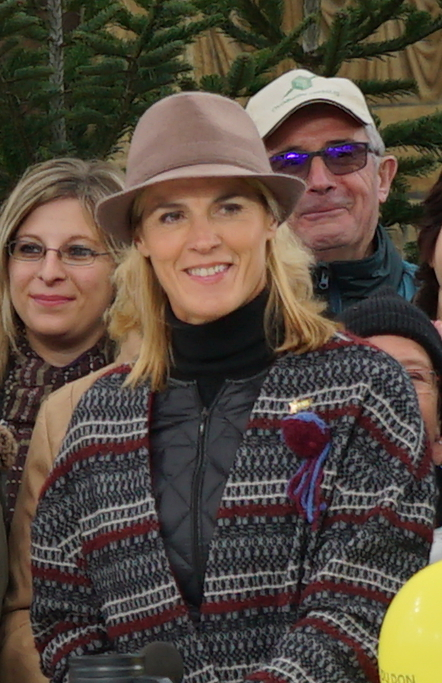
Nathalie Simon
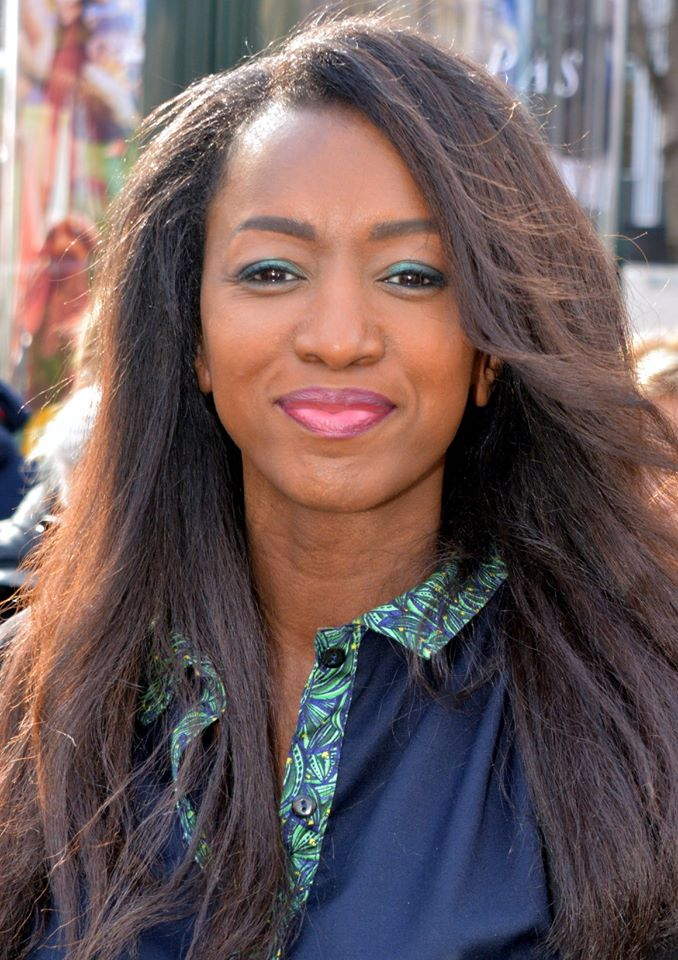
Hapsatou Sy
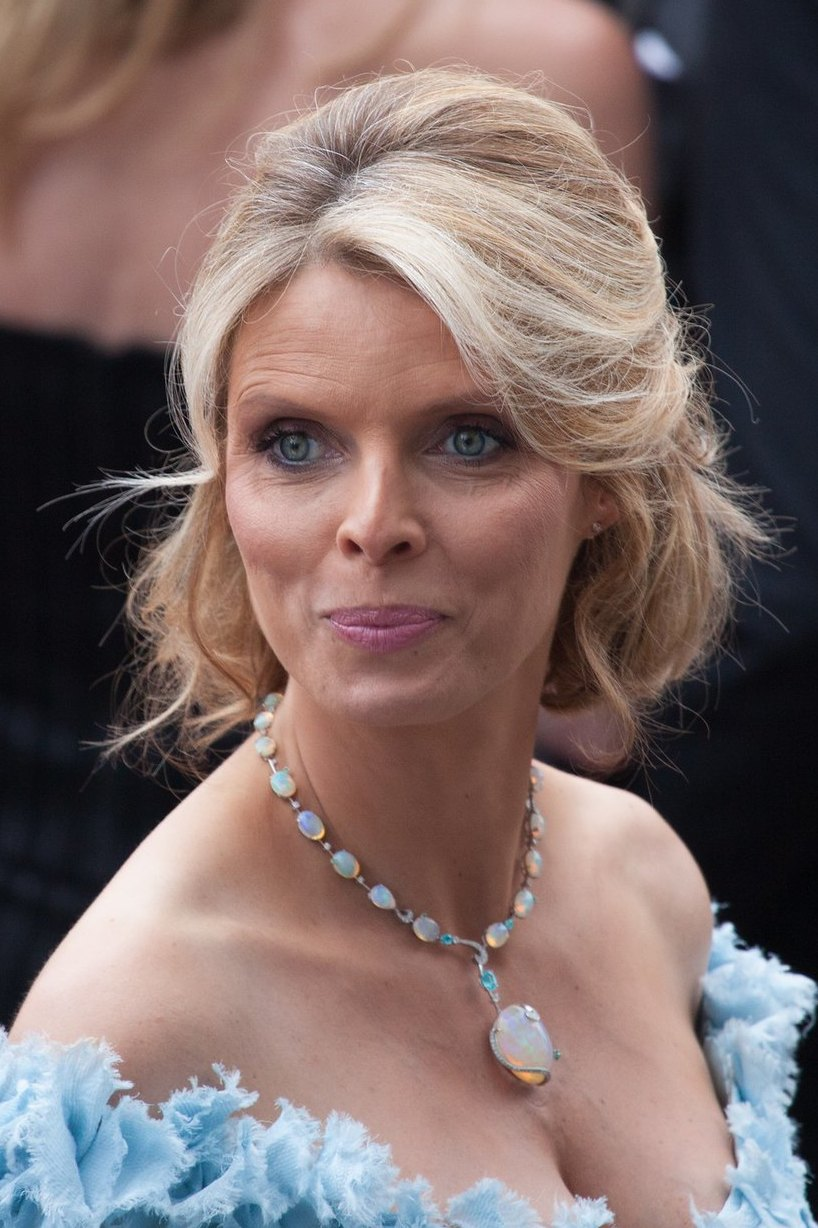
Sylvie Tellier
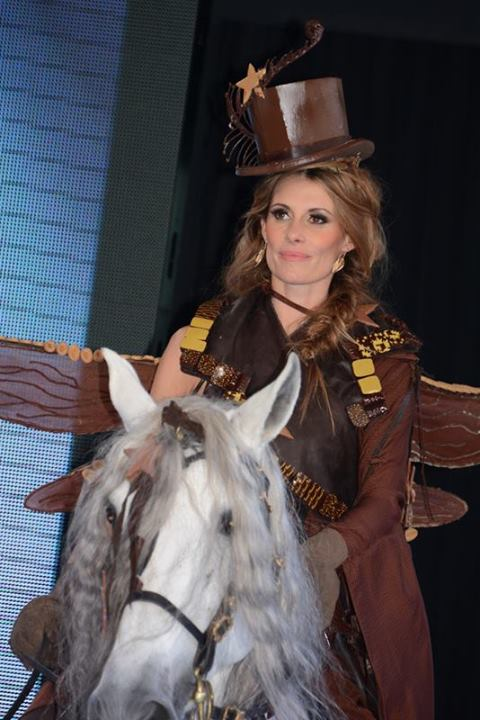
Sophie Thalmann
- Damien Thévenot
- Isabelle Vitari

- Gil Alma
- Armelle
- Artus
- Valérie Bègue
- Élisabeth Buffet
- Philippe Candeloro
- Camille Cerf
- Gérald Dahan
- Valérie Damidot
- Vincent Desagnat
- Arnaud Gidoin
- Élodie Gossuin
- Alex Goude
- Guillermo Guiz
- Didier Gustin
- Thomas Isle
- Philippe Lelièvre
- Virginie Lemoine
- Stéphanie Loire
- Nelson Monfort
- Guillaume Pley
- Anne-Gaëlle Riccio
- Willy Rovelli
- Nadia Roz
- Nathalie Simon
- Hapsatou Sy
- Sylvie Tellier
- Sophie Thalmann

## Émissions spéciales

### 400eémission
Lors du 400e numéro, deux grands champions s'affrontent et jouent pour une association. Grégory (avec Armelle et Damien Thévenot) défend Les Petits Princes ; Sébastien (avec Valérie Bègue et Arnaud Gidoin) soutient WWF France.
La Compagnie créole chante un medley de ses chansons lors de la 3e manche et après la finale. Nathalie Corré et Soren Prévost ont apporté le gâteau d'anniversaire avant la 4e manche.
Les deux candidats remportent chacun 2 100 € pour l'association qu'ils défendent.

### Semaine spéciale500eémission
Entre le 2 et le 6 septembre 2019, une semaine spéciale est diffusée à l'occasion du 500e épisode du jeu. Au cours de cette semaine, des célébrités, invitées spécialement pour cet « anniversaire », prennent la place des candidats et sont entourées des célébrités habituelles de l'émission. Les trios de célébrités jouent au profit d'association.
| Date                      | Équipe 1                                                | Équipe 2                                               | Association                                                  | Gains remportés |
| ------------------------- | ------------------------------------------------------- | ------------------------------------------------------ | ------------------------------------------------------------ | --------------- |
| Lundi 2 septembre 2019    | Amel Bent (avec Valérie Bègue et Arnaud Gidoin)         | Keen V (avec Damien Thévenot et Isabelle Vitari)       | Cékedubonheur (pour les enfants et adolescents hospitalisés) | 5 400€          |
| Mardi 3 septembre 2019    | Nadia Roz (avec Damien Thévenot et Armelle)             | Oldelaf (avec Arnaud Gidoin et Nathalie Corré)         | Psychodon (pour ceux qui vivent avec une maladie mentale)    | 6 600€          |
| Mercredi 4 septembre 2019 | Féfé (avec Philippe Lelièvre et Ariane Brodier)         | Leeroy (avec Mélanie Page et Sören Prévost)            | Les amis d'Arthur (pour les enfants autistes)                | 4 600€          |
| Jeudi 5 septembre 2019    | Chimène Badi (avec Philippe Lelièvre et Nathalie Corré) | Elisa Tovati (avec Damien Thévenot et Isabelle Vitari) | Les amis d'Arthur (pour les enfants autistes)                | 5 000€          |
| Vendredi 6 septembre 2019 | Joyce Jonathan (avec Armelle et Sören Prévost)          | Waly Dia (avec Ariane Brodier et Arnaud Gidoin)        | La Rue tourne (pour des maraudes pour les sans-abris)        | 6 400€          |

### 1000eémission-1500eémission
Le 17 novembre 2021, une émission spéciale est diffusée à l'occasion du 1000e épisode du jeu. C'est le 17 novembre 2023 qu'une spéciale de l'émission est diffusée pour célébrer le 1500ème épisode du jeu.

### Émission en première partie de soirée
Le 23 mai 2020, après trois ans de diffusion en access prime-time à 18 h, l'émission est programmée pour la première fois en Première partie de soirée, à 21 h 5, sur France 2,. Le principe du jeu reste le même, à la seule différence que les candidats sont remplacés par des célébrités. Fabrice Santoro, Bruno Solo, Anne Roumanoff, Cyril Féraud, Fred Testot, Jonathan Lambert, Églantine Éméyé et Samuel Étienne, s'affrontent au cours de cette soirée, et jouent pour la Fondation Hôpitaux de Paris-Hôpitaux de France,. Ils sont épaulés par des sociétaires de l'émission, parmi Bruno Guillon, Mélanie Page, Emmanuel Levy, Isabelle Vitari, Arnaud Gidoin, Armelle, Gérémy Crédeville et Camille Cerf. Ils parviennent à cumuler 60 000 €, qui sont donc reversés à la Fondation Hôpitaux de Paris-Hôpitaux de France. Le bilan d'audience n'est pas couronné de succès: 1.930 millions de téléspectateurs pour 9.2% de part de marché classant la chaîne en 4ème position.
Le 20 août 2020, une seconde émission en première partie de soirée est programmée à 21 h 5 sur France 2. Thierry Lhermitte, Nagui, Claire Borotra, Gwendoline Hamon, Guillaume de Tonquédec, Willy Rovelli, Laurent Romejko et Antoine Duléry, s'affrontent et jouent pour la Fondation pour la recherche médicale. Ils sont accompagnés par des sociétaires de l'émission, à savoir Valérie Bègue, Ariane Brodier, Nathalie Corré, Nadia Roz, Éric Laugérias, Philippe Lelièvre, Sören Prévost et Damien Thévenot. Ils parviennent à cumuler 67 000 €, qui sont donc reversés à la FRM (Fondation pour la recherche médicale). Le bilan d'audience du deuxième numéro est stable mais n'est pas un succès: 1,685 millions de téléspectateurs pour 9.5% de part de marché.

### Autres
Lors de la quotidienne du 1er avril 2023, Sidonie Bonnec et Olivier Minne sont candidats, tandis que l'émission est présentée par Isabelle Vitari et Manu Levy.

## Audiences
Pour son lancement le 6 mars 2017, l'émission rassemble 797 000 téléspectateurs, soit 6,0 % du public qui regardait la télévision à ce moment-là,.
Le 3 janvier 2020, 2 071 000 téléspectateurs regardent le programme entre 18 h 5 et 18 h 35 (soit 14,4 % du public), établissant le record historique en nombre de téléspectateurs.
Le 23 mai 2020, pour la première diffusion en première partie de soirée, l'émission se classe quatrième des audiences de la soirée, avec 1 926 000 téléspectateurs, soit 9,2 % du public,.
Le 18 juin 2020, 16,6 % du public regarde le programme (soit 1 700 000 téléspectateurs), établissant le record historique en part d'audience.
Le 16 octobre 2023, 1 590 000 téléspectateurs sont devant leur écran soit 15,8 % des téléspectateurs de cette tranche horaire